# Ophiopsis muensteri
Ophiopsis muensteri è un pesce osseo estinto, appartenente agli ionoscopiformi. Visse nel Giurassico superiore (Kimmeridgiano - Titoniano, circa 150 - 145 milioni di anni fa) e i suoi resti fossili sono stati ritrovati in Germania e in Francia.

## Descrizione
Questo pesce era lungo circa 50 centimetri, e possedeva un corpo slanciato e allungato. Le pinne pettorali erano allungate e strette, particolarmente sviluppate, lunghe circa quanto il cranio. La pinna dorsale era situata relativamente indietro lungo il corpo, ed era sostenuta da raggi la cui lunghezza decresceva regolarmente verso l'indietro. La pinna anale e le pinne pelviche erano piuttosto ridotte, mentre la pinna caudale era semi-eterocerca e dotata di un lobo superiore più sviluppato. Tutte le pinne, ad eccezione di quelle pettorali, erano sfrangiate da una serie di fulcri. Le squame che ricoprivano il corpo erano lisce e quadrangolari. La volta cranica era costituita principalmente da due ossa frontali lunghe e strette, unite tra loro da una struttura rettilinea. La mascella era gracile, sottile anteriormente ma dotata di un angolo posterodorsale profondo.

## Classificazione
Il genere Ophiopsis gode di una storia tassonomica molto complicata. Ophiopsis muensteri, proveniente dal Giurassico superiore della Germania, venne descritto per la prima volta nel 1843 da Louis Agassiz. A questo genere vennero attribuite numerose altre specie, sia dallo stesso Agassiz che da autori successivi, e per lungo si ritenne che la specie tipo di questo genere fosse Ophiopsis procera. La specie O. muensteri, invece, venne erroneamente attribuita al genere Furo. Solo nel 2015 uno studio riguardante le varie specie di Ophiopsis mise in luce importanti differenze tra O. muensteri e le specie descritte successivamente; fu quindi istituito il genere Ophiopsiella per tutte le altre specie, tranne O. muensteri (Lane & Ebert, 2015). A questa specie, inoltre, venne attribuita anche Furo praelongus, del Giurassico superiore francese, considerata indistinguibile da O. muensteri (Lane & Ebert, 2012).

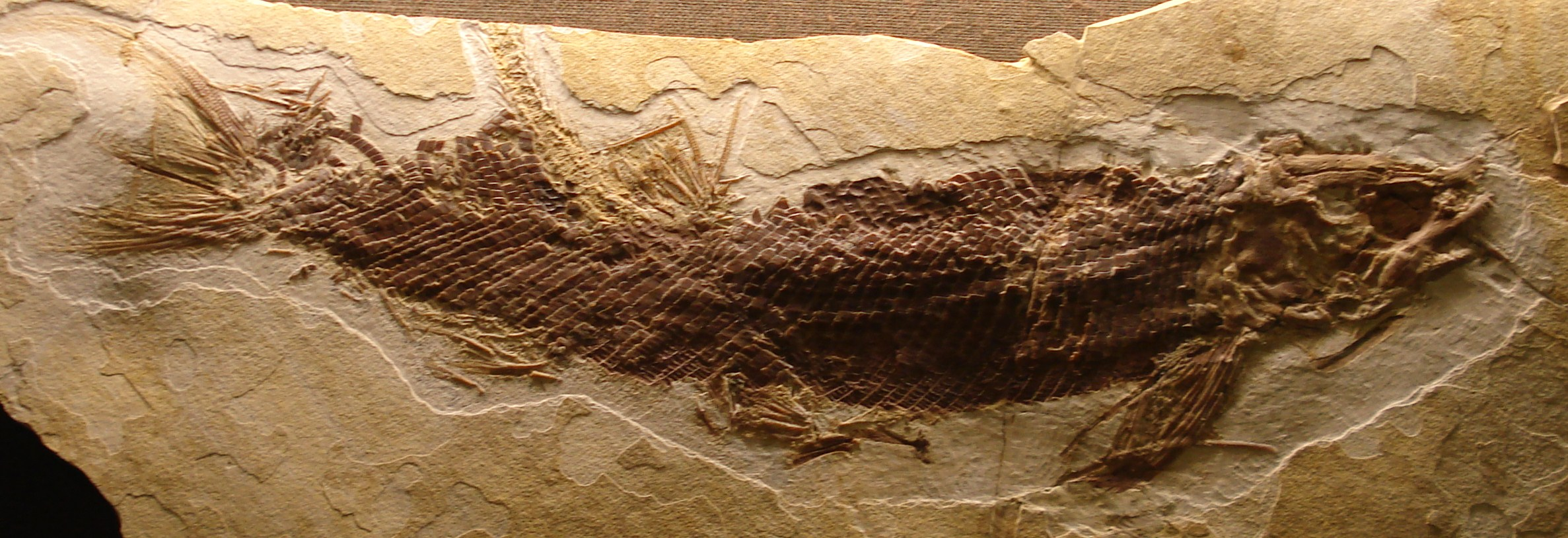
Fossile di Ophiopsis muensteri (=Furo praelongus)

Ophiopsis appartiene agli ionoscopiformi, un gruppo di pesci predatori del Mesozoico imparentati alla lontana con l'attuale Amia calva; O. muensteri sembrerebbe essere il membro più basale della famiglia degli Ophiopsidae, a causa di alcune caratteristiche come la presenza di un canale sensoriale lungo la mascella (Lane & Ebert, 2012).

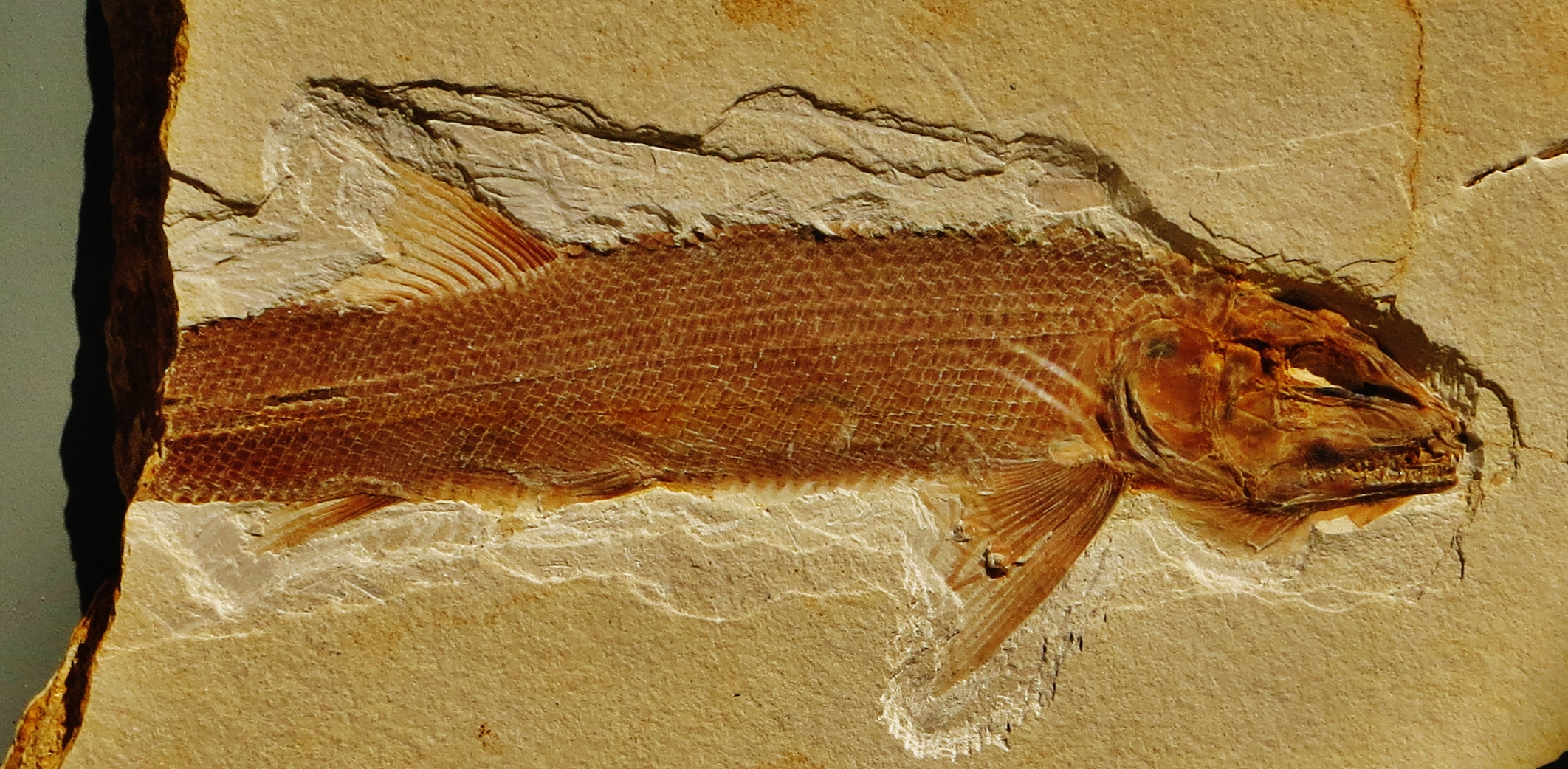
Fossile di Ophiopsis muensteri